# Gustavo II Adolfo di Svezia
Gustavo II Adolfo Vasa, detto il Grande (in lingua svedese Gustav II Adolf o Gustav Adolf den Store; Stoccolma, 19 dicembre 1594 – Lützen, 6 novembre 1632), fu re di Svezia dal 1611 al 1632.
Uomo ambizioso e combattente infaticabile, soprannominato il leone del Nord, re Gustavo di Svezia ebbe un ruolo centrale nella Guerra dei Trent'anni. Sceso in campo ufficialmente nel 1630 per difendere gli interessi e la libertà protestanti, feroce oppositore dell'Editto di Restituzione, egli volle, più di ogni altra cosa, tutelare la posizione del suo regno, contrastare i tentativi egemonici nel Mar Baltico da parte dell'impero e tentare di stabilire la sovranità svedese nei territori degli stati tedeschi, puntando anche, qualora l'esito del conflitto fosse stato differente, a conquistarne il titolo regale.

## Biografia

### I primi anni

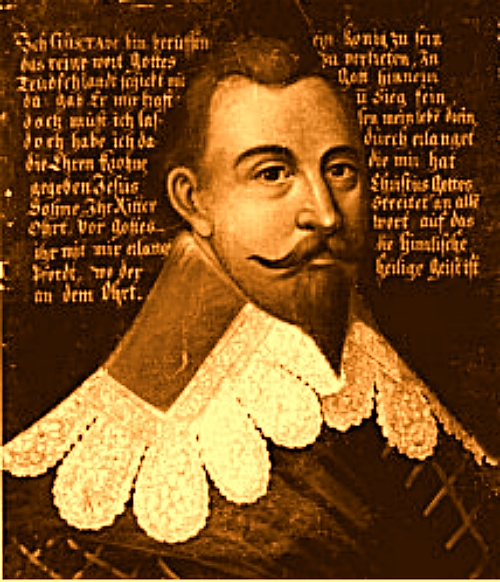
Un giovane Gustavo II Adolfo

Gustavo Adolfo nacque il 9 dicembre 1594 al castello Tre Kronor, figlio dell'allora duca Carlo Vasa (poi re col nome di Carlo IX di Svezia) e della sua seconda moglie, Cristina di Holstein-Gottorp. Egli venne battezzato coi nomi di Gustavo (in ricordo di suo nonno paterno) e Adolfo (in onore del capostipite degli Holstein-Gottorp, suo nonno materno Adolfo). Gustavo Adolfo, per parte di madre, apparteneva infatti ad uno dei lignaggi più illustri delle famiglie principesche tedesche, nonché una delle casate sostenitrici del protestantesimo. Suoi cugini erano pertanto Filippo d'Assia, Maurizio di Sassonia, Guglielmo d'Orange e Maurizio di Nassau.
Gustavo Adolfo ottenne un'attenta educazione per l'epoca. All'età di sei anni, aveva già compiuto il suo primo viaggio nel Mar Baltico, in pieno inverno, passando poi dalla Finlandia e dal Golfo di Botnia per il viaggio di ritorno. Dall'età di otto anni, prese parte stabilmente alle riunioni del Consiglio di Stato ed a partire dai dodici anni ebbe il mandato di negoziare con inviati stranieri. All'età di quindici anni tenne per conto del padre il suo primo discorso pubblico. Durante la sua giovinezza egli ebbe un'educazione essenzialmente militare non mancando di intrattenersi spesso coi soldati che svolgevano regolare servizio alla corte di Carlo IX, oltre che con gli ufficiali stranieri che pervenivano in Svezia per cercare nuovi servizi dopo la guerra ispano-olandese. Nel 1610 Gustavo Adolfo ottenne dal padre il ducato di Dalarna.
Sempre durante gli anni giovanili, Gustavo Adolfo ebbe una storia d'amore con Ebba Brahe, ma le condizioni di corte lo indussero a sacrificare questo amore ed a sposare poi nel 1620 la principessa Maria Eleonora del Brandeburgo, sorella del principe elettore Giorgio Guglielmo.
La prima descrizione di Gustavo Adolfo risale al 1616 quando un inviato olandese scrive di lui: "Sua Maestà è alto di statura, proporzionato nella sua costruzione, una luce brillante in volto, capelli lunghi e biondi ed una barba appuntita".

### La successione a Carlo IX e i primi anni di regno

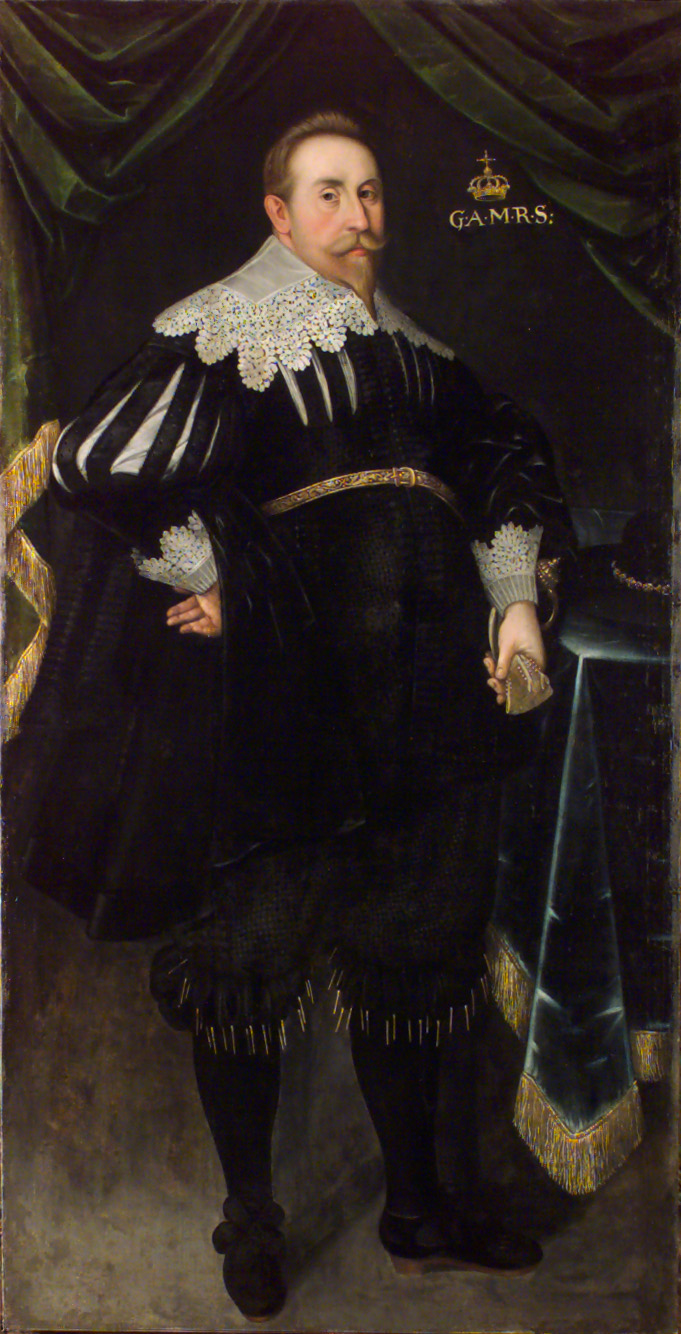
Gustavo Adolfo II il Grande

Destinato a grandi imprese, già dal 1610, quando aveva solo 16 anni, Gustavo Adolfo condusse l'esercito svedese ad arginare l'invasione danese del Gotland orientale. Poco tempo dopo, il 30 ottobre del 1611, morto il padre, gli successe sul trono di Svezia con il nome di Gustavo II Adolfo. Secondo la legge svedese, fu posto sotto la tutela, più formale che sostanziale, di Giovanni Skytte, che impartì al nuovo sovrano una solida e supplementare educazione.
Il momento politico per la Svezia era difficile: all'esterno il paese scandinavo era in guerra con la Danimarca, la Russia e la Polonia, il cui re Sigismondo Vasa rivendicava il trono svedese di cui era stato privato dallo zio Carlo IX, interprete dell'avversione nazionale per la religione cattolica, di cui Sigismondo era fervente seguace; all'interno la monarchia, poco amata dai sudditi, era avversata dalla grande nobiltà, che mal tollerava il duro autoritarismo con cui l'aveva trattata Carlo IX, ancor prima di ascendere al trono, quando aveva funto da reggente per il nipote durante la sua assenza. Il suo assolutismo era culminato con l'eccidio di Linköping (1600), nel quale furono uccisi alcuni capi della grande nobiltà e del loro leader Erik Sparre.
Subito, il giovane Gustavo, appena diciassettenne, prese ardite decisioni per il bene del Paese: nel dicembre del 1611 accordò sotto giuramento ulteriori privilegi alla grande feudalità oltre a quelli di cui già godeva fin dal 1569 e nominò primo ministro il capo del suo consiglio, Axel Oxenstierna, cui affidò la sfera civile e amministrativa del regno. All'esterno la sua politica venne improntata ad una riorganizzazione dei confini e dell'interno, e a tale fine concluse una tregua con la Danimarca (Pace di Knäred, 1613), con cui riuscì a riottenere la città di Alvasborg dietro il pagamento di una forte somma di denaro, ponendo fine alla Guerra di Kalmar (1611-1613). Sebbene svantaggiosa, questa pace scongiurò ulteriori successi del re Cristiano IV di Danimarca, oltre a guadagnare alla Svezia l'appoggio dei protestanti olandesi, preoccupati dall'espansionismo danese, che permisero al giovane re scandinavo di pagare i propri debiti.
Seguirono anni di riorganizzazione interna, con la creazione di Corti d'Appello (Svea hovrätt), che abolirono molte pratiche risalenti al Medioevo (1614); la riorganizzazione sul modello olandese della Cancelleria e della Tesoreria; lo sviluppo dell'Università di Uppsala per la formazione di funzionari efficienti; lo sviluppo economico del Paese, con il miglioramento della produzione di sbarre di ferro e l'incremento della produzione del rame, di cui la Svezia era produttrice, commercializzato poi tramite l'utilizzo di navi olandesi. Ma fu il fronte militare che impegnò maggiormente l'opera di Gustavo II Adolfo. L'intento del re scandinavo era quello di creare un'armata professionale, in luogo delle orde mercenarie violente e indisciplinate tipiche dell'Europa dell'epoca: stabilì dunque una leva obbligatoria ventennale per tutti gli svedesi atti alle armi, a cui impose una ferrea disciplina e un comportamento alieno da ogni vizio, come il bere, il bestemmiare o il gioco d'azzardo, secondo le più rigide regole della fede protestante. Inoltre bandì le prostitute dalle colonne militari, ammettendo come uniche donne presenti solo le mogli dei soldati. Fece dunque dei suoi uomini degli individui rispettabili, che durante la ferma militare provvide sempre a fornire di vestiti atti al clima in cui operavano, tende robuste e cibo a sufficienza.
Inoltre, il re rese proprietari terrieri tutti i militari, dando loro una solida stabilità economica, nonché il rispetto della popolazione, che non aveva nulla da temere al loro passaggio. Questa armata il monarca pensò bene di farla addestrare costantemente sul campo; il quadro gerarchico fu chiaramente definito, così come la suddivisione in reparti, per la quale quattro compagnie da 150 uomini ciascuna costituivano un battaglione, due battaglioni un reggimento e due, tre o quattro reggimenti una brigata.

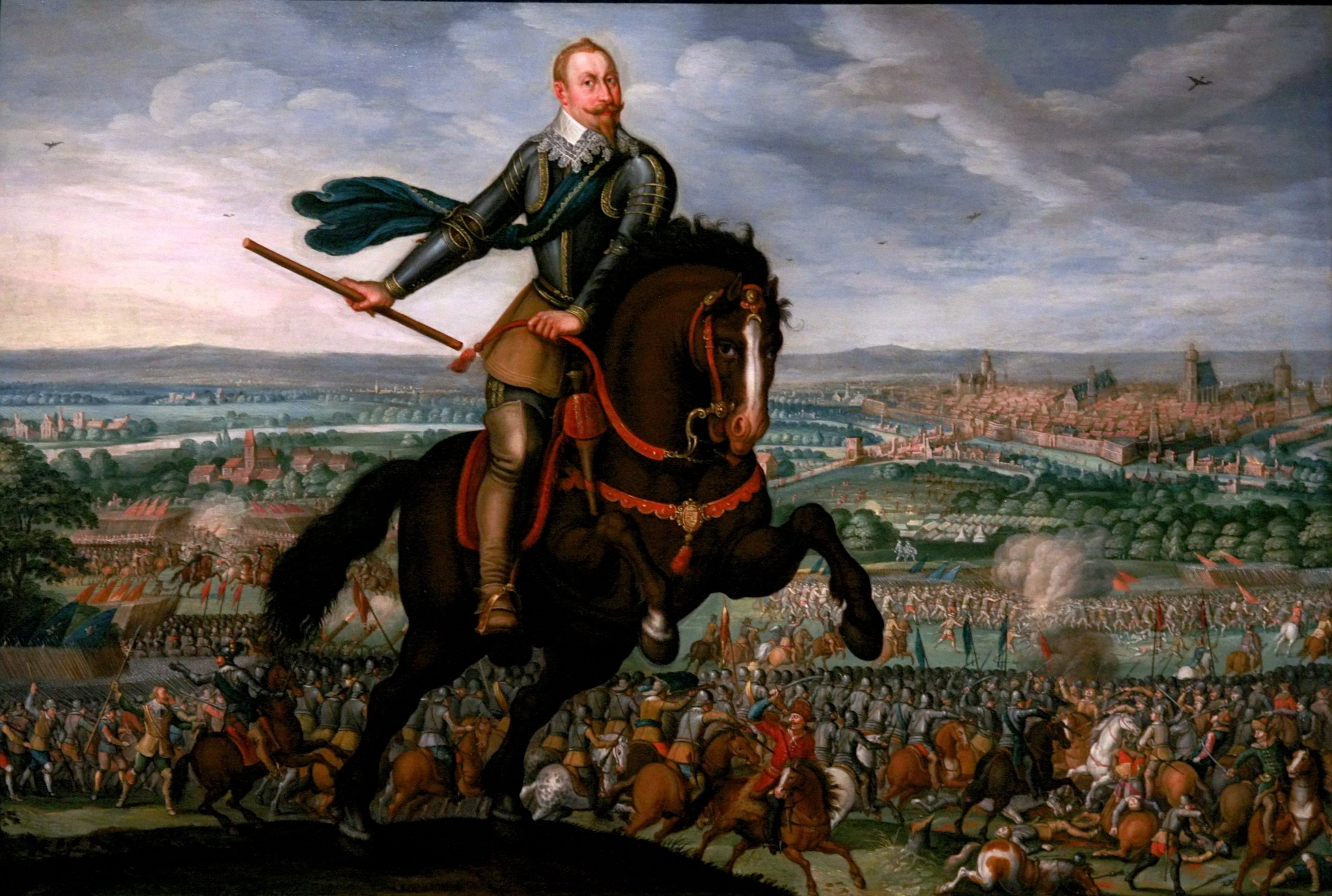
Gustavo II Adolfo nelle vesti di comandante militare durante la Battaglia di Breitenfeld.

Il Seicento era il secolo del tercio, la formazione a quadrato della fanteria di picchieri, protetti agli angoli da moschettieri. Lo schieramento bellico svedese sul campo rifletteva le convinzioni di Gustavo che fosse ormai il moschetto l'arma da privilegiare sul campo di battaglia in luogo della picca. Quest'ultima, tuttavia, la fece modificare, rendendola refrattaria al taglio delle spade nemiche, accorciandola e rivestendo in ferro parte del fusto di legno. Ad ogni modo, mantenne i picchieri nella misura di un terzo del totale degli effettivi, schierandoli sul campo al centro della compagnia, disposta usualmente su sei file di profondità, intercalate da moschettieri. Anche questi ultimi poterono tuttavia disporre di armi più leggere, che consentirono di fare a meno di grucce e cavalletti, e più funzionali, col passaggio dal meccanismo a miccia a quello a ruota. Inoltre i moschettieri furono addestrati a sparare in gruppo, piuttosto che singolarmente, coordinando le tre file in cui erano schierati affinché una sparasse mentre le altre ricaricavano. Per la cavalleria, il condottiero scandinavo si avvalse di corazzieri, che addestrò a caricare al galoppo, per squadroni in linea o a scacchiera, facendo uso di sciabole durante la carica e di pistole in mischia - mentre tutti gli altri usavano fare il contrario - e dragoni, che usava schierare sulle ali e dietro la linea di fanteria, frammischiandoli a squadre di moschettieri. Riformò anche l'artiglieria, riducendo a soli tre i calibri, per fruire con maggior facilità di munizioni, e disponendo così di bocche da fuoco d'assedio, con proiettili a palla, da campagna e reggimentali, che sparavano a mitraglia o a grappolo.
Pacificata la contesa con la Danimarca, Gustavo Adolfo rivolse la sua attenzione ad oriente, dove il cugino Sigismondo, sovrano della Confederazione Polacco-Lituana, stava combattendo i russi dello zar Michele di Russia in un conflitto nuovamente risalente al tempo di Carlo IX, la Guerra d'Ingria. Tra alterne vicende, la guerra di protrasse fino al 1617: la pace venne siglata a Stolbova, privò la Moscovia di uno sbocco sul Baltico e garantì il dominio svedese sino alle terre del lago Ladoga.

### La guerra con la Polonia

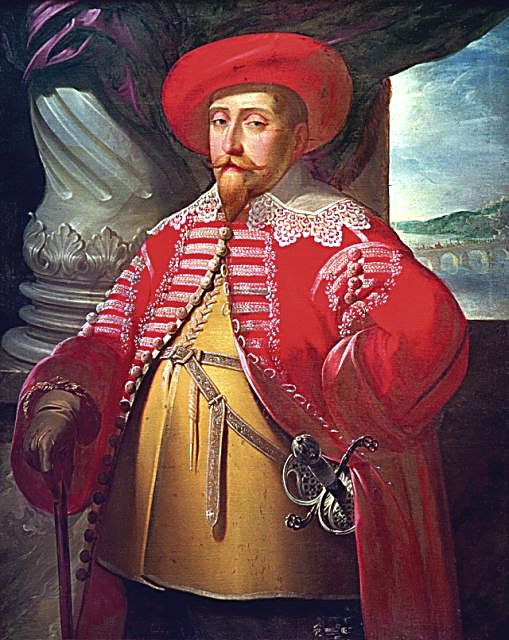
Gustavo II Adolfo, re di Svezia, in abiti da nobile polacco

Il conflitto che lo vide maggiormente coinvolto fu però quello con la Polonia, ove il re Sigismondo (della stessa famiglia di Gustavo II), stava tramando per detronizzarlo ed ottenere il trono di Svezia. La guerra, protrattasi per dodici anni, vide l'intervento in campo anche della Danimarca, alleata degli svedesi, e dell'Austria, al seguito dei polacchi. Se Cristiano IV di Danimarca dovette cedere all'avanzata austriaca (pace di Lubecca, 1629), Gustavo II riuscì a piegare Sigismondo, facendosi anche consegnare i territori della Livonia, inclusa la capitale Riga.
Fu nel corso di questa guerra che Gustavo Adolfo pensò di stabilire un'alleanza con i principi protestanti tedeschi in funzione antiasburgica. Niente di meglio di un matrimonio dinastico per cementare l'alleanza. Nel dicembre del 1620 infatti, il re di Svezia si sposò con Maria Eleonora del Brandeburgo, figlia dell'elettore Giovanni Sigismondo di Brandeburgo e di Anna di Prussia; la neo sposa, tre giorni dopo, fu incoronata regina di Svezia nella cattedrale di Stoccolma. Per tutte queste campagne militari e per il suo coraggio in battaglia, il sovrano scandinavo fu soprannominato il "Leone del Nord".

### La guerra dei trent'anni

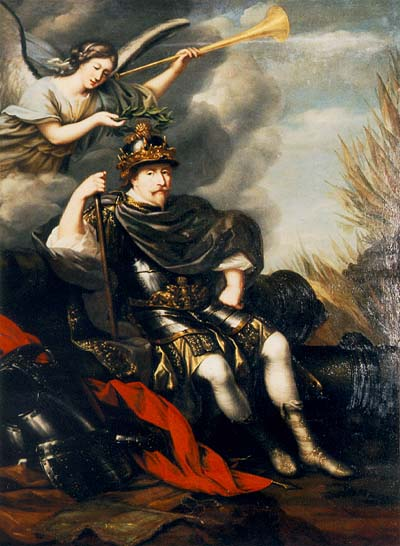
Ritratto allegorico di Gustavo II Adolfo che lo vede come vincitore della Guerra dei trent'anni

Sconfitta militarmente, la Polonia strinse ancora di più i legami con l'Impero e quando questo occupò la Pomerania, si trovò in diretto contatto con la potenza scandinava. La Svezia era, in effetti, balzata in primo piano nelle vicende europee e aveva avuto una fioritura economica senza pari grazie agli sviluppi dell'industria mineraria ed alla produzione agricola.
Gustavo II, che aveva l'intenzione di creare un "mare nostrum" svedese nel mar Baltico, vide nell'avanzata austriaca in Pomerania una nuova dichiarazione di guerra.
Così, armati con gli armamenti più recenti e fedelmente convinti e uniti nella loro fede protestante, gli svedesi attaccarono la Pomerania sbarcando nell'isola di Usedom il 6 luglio 1630. Alla vigilia di salpare per il continente, il re svedese aveva pubblicato un manifesto in cinque lingue, diffuso in tutta Europa, in cui spiegava perché scendeva in guerra. Appena sbarcato, ne dettò un secondo, nel quale accusava i grandi elettori, che si erano schierati con l'Imperatore, capo della fazione cattolica, di tradire la loro fede, che lui solo ora si trovava a difendere. Ma nessuno si mosse, e Gustavo dovette guadagnare alleati con la forza delle armi. Un alleato importante fu però la Francia, che, sebbene nazione cattolica, si era schierata con la fazione protestante per contrastare le mire egemoniche dell'imperatore austriaco. Il patto di alleanza fu stretto il 23 gennaio 1631 con il Trattato di Bärwalde: il primo ministro francese, il cardinale Richelieu avrebbe fornito i mezzi finanziari (circa 400.000 talleri), mentre Gustavo si sarebbe impegnato a mantenere un esercito di 30.000 fanti e 6000 cavalieri. Inoltre nessuno dei due contraenti avrebbe fatto la pace senza il consenso dell'altro, né avrebbe sollevato la questione religiosa. La vittoria sembrò arridere a Gustavo già dai primi scontri: molte roccaforti vennero occupate e a Breitenfeld e a Rain vennero riscosse due importanti vittorie. Monaco e Magonza furono occupate dagli scandinavi.

### Lützen e la morte del re

La morte di Gustavo Adolfo nella battaglia di Lutzen in un quadro del pittore Carl Wahlbom.

L'imperatore Ferdinando II d'Asburgo, ormai assediato nei suoi territori ereditari, piegandosi a esorbitanti richieste di concentrazione di potere nelle mani di una specie di dictator, mise nuovamente a capo dell'esercito il generale Wallenstein, precedentemente allontanato nel 1630 per volontà dei principi cattolici a causa del palese arrivismo dello stratega tedesco.
Gustavo II, con le truppe galvanizzate dalle facili vittorie, ma stremate dall'attesa della battaglia, secondo la precisa tecnica di Wallenstein che voleva piegare gli svedesi con la fame più che con l'acciaio, decise di fronteggiare in campo aperto i tedeschi presso Lützen.
La battaglia si svolse con un accanimento riscontrato raramente in epoca moderna. Durante la battaglia re Gustavo II morì: venne disarcionato, mentre guidava una carica di cavalleria, da due colpi di moschetto, uno al braccio e uno alla schiena. Si sarebbe salvato se agli imperiali che gli si avvicinarono non avesse risposto con questa frase provocatoria: «Sono il Re di Svezia, suggello la religione e la libertà della Nazione Germanica con il mio sangue.» I soldati indispettiti e crudelmente eccitati dall'occasione di eliminare il comandante nemico piantarono le loro picche nel petto del sovrano, crivellandolo. Nella confusione e nella frenesia della battaglia la sua sorte rimase ignota per un certo tempo, ma la sua scomparsa fu in seguito notata e il suo corpo rinvenuto sul campo alcune ore dopo; a causa di questo fatto, le forze svedesi sul fianco destro cessarono gli attacchi e si misero sulla difensiva. Al termine della battaglia dopo sette ore di scontri, né gli svedesi né gli imperiali riuscirono a rivendicare il campo. 
In patria, la morte del Re venne accolta con un grande lutto nazionale e pochi giorni dopo fu lo stesso parlamento svedese a volergli concedere il soprannome di il Grande, un onore che mai era stato concesso a un monarca svedese e che mai sarà concesso dopo di lui.
Dopo le esequie, il corpo venne inizialmente sepolto al castello di Nyköping per volere della moglie che ne conservò anche il cuore in un'urna separata. Maria Eleonora diede disposizioni che il re non dovesse essere sepolto sino a quando lei non fosse morta così da essere sepolta con lui. Pertanto il corpo di Gustavo II Adolfo non venne sepolto sino al 22 giugno 1634 e cioè più di 18 mesi dopo la sua morte. Ella domandò anche che la bara venisse mantenuta aperta, di modo che ella potesse visitarlo regolarmente dato che il corpo sembrava rimanere miracolosamente imbalsamato e non dava segni di putrefazione. Alla fine intervenne il cancelliere Oxenstierna il quale, dapprima dispose delle guardie nella sala ove si trovava il corpo del defunto sovrano per impedire altri atti del genere da parte della regina e poi dispose la sepoltura del sovrano nella chiesa di Stoccolma.
La successione sarebbe dovuta toccare a Cristina di Svezia, ma, data la sua minorità, il potere passò nelle mani di un Consiglio di reggenza a capo del quale si pose il cancelliere Axel Oxenstierna.
Gustavo II Adolfo di Svezia è ricordato anche per aver istituito, nel 1632, l'Università di Tartu, la più antica università dell'Estonia.

## Matrimonio e discendenza
Nel 1620 Gustavo Adolfo sposò Maria Eleonora del Brandeburgo, sorella del principe elettore Giorgio Guglielmo, dalla quale ebbe quattro figli, ma aveva già avuto un figlio da un'amante, Margherita Slots.

## Discendenza
| Nome                                                                 | Nato/a                            | Deceduto/a                        | Note                                                                                         |
| -------------------------------------------------------------------- | --------------------------------- | --------------------------------- | -------------------------------------------------------------------------------------------- |
| (Illegittimo) da Margherita Slots                                    |                                   |                                   |                                                                                              |
| Gustavo                                                              | 24 maggio 1616 Stoccolma          | 25 ottobre 1653 Wildeshausen      | Sposò la contessa Anna Sofia Wied-Runkel ed ebbe figli.                                      |
| Da Maria Eleonora del Brandeburgo (11 novembre 1599 - 28 marzo 1655) |                                   |                                   |                                                                                              |
| Una figlia                                                           | 24 luglio 1621 Stoccolma          | 24 luglio 1621 Stoccolma          | Nata morta, sepolta a Riddarholmskyrkan.                                                     |
| Cristina                                                             | 16 ottobre 1623 Stoccolma         | 21 settembre 1624 Stoccolma       | Erede presunta al trono di Svezia e di Danimarca; sepolta a Riddarholmskyrkan.               |
| Un figlio                                                            | maggio 1625 Castello di Gripsholm | maggio 1625 Castello di Gripsholm | nato morto, sepolto a Riddarholmskyrkan.                                                     |
| Cristina                                                             | 8 dicembre 1626 Stoccolma         | 19 aprile 1689 Roma               | Regina di Svezia (1632 - 1654), rimasta nubile; sepolta a Roma nella Basilica di San Pietro. |

## Nella cultura di massa
- L'opera di Bertolt Brecht Madre Coraggio e i suoi figli menziona più volte Gustavo Adolfo nelle scene iniziali in cui i protagonisti viaggiano con l'Esercito Protestante. Il Cuoco deride il "Re Eroe" evidenziando che prima cercò di liberare la Polonia dai Tedeschi, quindi cercò di liberare la Germania dai Tedeschi, guadagnandoci pure qualcosa.
- Nei romanzi del Ciclo dell'Anello di Fuoco scritti da Eric Flint ed altri, Gustavo Adolfo è uno dei personaggi principali, non essendo morto nella Battaglia di Lützen. Si allea durante la Guerra dei Trent'Anni con gli abitanti della città di Grantville, una comunità americana del XX secolo trasportata nella Germania del XVII per cause ignote; assieme introducono diverse nuove idee e tecnologie in un'Europa appena uscita del MedioEvo, e dilaniata da sanguinosi conflitti, quali radio, autoveicoli, aerei, democrazia. Nella serie Gustavo Adolfo viene rappresentato come duro, avventato, ma anche compassionevole e tollerante.
- Nell'album dei Sabaton dal titolo Carolus Rex, del 2012, Gustavo II Adolfo di Svezia è il soggetto della seconda traccia dell'album: Lion from the North. Nella canzone viene descritto come fiero, senza paura e innovatore[2].

## Ascendenza
|                              |                         |                               | Genitori                          |  |  | Nonni |  |  | Bisnonni            |  |  | Trisnonni                |  |
|                              |                         |                               |                                   |  |  |       |  |  | Erik Johansson Vasa |  |  | Johan Kristiernsson Vasa |  |
|                              |                         |                               |                                   |  |  |       |  |  | Erik Johansson Vasa |  |  | Johan Kristiernsson Vasa |  |
|                              |                         | Birgitta Gustafsdotter Sture  |                                   |  |  |       |  |  | Erik Johansson Vasa |  |  |                          |  |
| Gustavo I di Svezia          |                         |                               |                                   |  |  |       |  |  | Erik Johansson Vasa |  |  |                          |  |
|                              |                         | Cecilia Månsdotter Eka        | Måns Karlsson Eka                 |  |  |       |  |  |                     |  |  |                          |  |
|                              |                         | Cecilia Månsdotter Eka        | Måns Karlsson Eka                 |  |  |       |  |  |                     |  |  |                          |  |
|                              |                         | Cecilia Månsdotter Eka        | Sigrid Eskilsdotter Banér         |  |  |       |  |  |                     |  |  |                          |  |
| Carlo IX di Svezia           |                         | Cecilia Månsdotter Eka        |                                   |  |  |       |  |  |                     |  |  |                          |  |
|                              |                         | Erik Abrahamsson Leijonhufvud | Abraham Kristiernsson Leijonhuvud |  |  |       |  |  |                     |  |  |                          |  |
|                              |                         | Erik Abrahamsson Leijonhufvud | Abraham Kristiernsson Leijonhuvud |  |  |       |  |  |                     |  |  |                          |  |
|                              |                         | Erik Abrahamsson Leijonhufvud | Birgitta Månsdotter Natt och Dag  |  |  |       |  |  |                     |  |  |                          |  |
| Margherita Leijonhufvud      |                         | Erik Abrahamsson Leijonhufvud |                                   |  |  |       |  |  |                     |  |  |                          |  |
|                              |                         | Ebba Eriksdotter Vasa         | Erik Karlsson Vasa                |  |  |       |  |  |                     |  |  |                          |  |
|                              |                         | Ebba Eriksdotter Vasa         | Erik Karlsson Vasa                |  |  |       |  |  |                     |  |  |                          |  |
|                              |                         | Ebba Eriksdotter Vasa         | Anna Karlsdotter Vinstorpa        |  |  |       |  |  |                     |  |  |                          |  |
| Gustavo II Adolfo            |                         | Ebba Eriksdotter Vasa         |                                   |  |  |       |  |  |                     |  |  |                          |  |
|                              | Federico I di Danimarca | Cristiano I di Danimarca      |                                   |  |  |       |  |  |                     |  |  |                          |  |
|                              | Federico I di Danimarca | Cristiano I di Danimarca      |                                   |  |  |       |  |  |                     |  |  |                          |  |
|                              | Federico I di Danimarca | Dorotea di Brandeburgo        |                                   |  |  |       |  |  |                     |  |  |                          |  |
| Adolfo di Holstein-Gottorp   | Federico I di Danimarca |                               |                                   |  |  |       |  |  |                     |  |  |                          |  |
|                              |                         | Sofia di Pomerania            | Boghislao X di Pomerania          |  |  |       |  |  |                     |  |  |                          |  |
|                              |                         | Sofia di Pomerania            | Boghislao X di Pomerania          |  |  |       |  |  |                     |  |  |                          |  |
|                              |                         | Sofia di Pomerania            | Anna Jagellona                    |  |  |       |  |  |                     |  |  |                          |  |
| Cristina di Holstein-Gottorp |                         | Sofia di Pomerania            |                                   |  |  |       |  |  |                     |  |  |                          |  |
|                              |                         | Filippo I d'Assia             | Guglielmo II d'Assia              |  |  |       |  |  |                     |  |  |                          |  |
|                              |                         | Filippo I d'Assia             | Guglielmo II d'Assia              |  |  |       |  |  |                     |  |  |                          |  |
|                              |                         | Filippo I d'Assia             | Anna di Meclemburgo-Schwerin      |  |  |       |  |  |                     |  |  |                          |  |
| Cristina d'Assia             |                         | Filippo I d'Assia             |                                   |  |  |       |  |  |                     |  |  |                          |  |
|                              |                         | Cristina di Sassonia          | Giorgio di Sassonia               |  |  |       |  |  |                     |  |  |                          |  |
|                              |                         | Cristina di Sassonia          | Giorgio di Sassonia               |  |  |       |  |  |                     |  |  |                          |  |
|                              |                         | Cristina di Sassonia          | Barbara Jagellona                 |  |  |       |  |  |                     |  |  |                          |  |
|                              |                         | Cristina di Sassonia          |                                   |  |  |       |  |  |                     |  |  |                          |  |